# Zakrzów (Wadowice)
Pour les articles homonymes, voir Zakrzów.
Zakrzów est une localité polonaise de la gmina de Stryszów, située dans le powiat de Wadowice en voïvodie de Petite-Pologne.